# Shooter (serie de televisión)
Shooter (El tirador en español) es una serie de televisión dramática estadounidense basada en la  película homónima de 2007 y la novela Point of Impact de Stephen Hunter. La serie se estrenó el 15 de noviembre de 2016 en USA Network y finalizó el 13 de septiembre de 2018.
El 19 de diciembre de 2016, la serie se renovó para una segunda temporada que se estrenó el 18 de julio de 2017. El 4 de diciembre de 2017, la serie se renovó para una tercera temporada que se estrenó el 21 de junio de 2018. El 15 de agosto de 2018, USA Network canceló la serie después de tres temporadas.

## Sinopsis
Bob Lee Swagger, un tirador experto que vive en el exilio, es persuadido para volver a la acción tras enterarse de un plan para matar al presidente.

## Elenco y personajes

### Principales
- Ryan Phillippe como Bob Lee Swagger.
- Shantel VanSanten como Julie Swagger.
- Cynthia Addai-Robinson como Nadine Memphis.
- Eddie McClintock como Jack Payne.
- Omar Epps como Isaac Johnson.
- Josh Stewart como Solotov.
- Jesse Bradford como Harris Downey.
- Gerald McRaney como Red Bama Sr.

### Recurrentes
- David Andrews como Sam Vincent.
- David Marciano como Howard Utey.
- Lexy Kolker como Mary Swagger.
- Tom Sizemore como Hugh Meachum.
- Rob Brown como Donny Fenn.
- Sean Cameron Michael como Grigory Krukov.
- Delaina Mitchell como Anna Wallingford.
- Matt Shallenberger como John Wheeler.
- Desmond Harrington como Lon Scott.
- Beverly D'Angelo como Patricia Gregson.
- Jerry Ferrara como Kirk Zehnder.
- Todd Lowe como Colin Dobbs.
- Patrick Sabongui como Yusuf Ali.
- Jaina Lee Ortiz como Angela Tio.
- John Marshall Jones como el Sheriff Brown.
- Harry Hamlin como el Senador Addison Hayes.
- Troy Garity como Jeffrey Denning.
- Derek Phillips como Earl Swagger.
- Eric Ladin como Red Bama Jr.
- Felisha Terrell como Carlita.

## Episodios
| Temporada | Temporada | Episodios | Emisión original        | Emisión original         |
| Temporada | Temporada | Episodios | Inicio                  | Final                    |
| --------- | --------- | --------- | ----------------------- | ------------------------ |
|           | 1         | 10        | 15 de noviembre de 2016 | 17 de enero de 2017      |
|           | 2         | 8         | 18 de julio de 2017     | 5 de septiembre de 2017  |
|           | 3         | 13        | 21 de junio de 2018     | 14 de septiembre de 2018 |

## Producción

### Desarrollo
El 11 de septiembre de 2014, se informó que TNT estaba desarrollando una serie de drama basada en la película de 2007 del mismo nombre protagonizada por Mark Wahlberg y la novela Point of Impact de Stephen Hunter, el episodio piloto será escrito por John Hlavin y Wahlberg se desempeñará como productor ejecutivo junto a su colaborador frecuente, Stephen Levinson. A comienzos de marzo de 2015, se anunció que el proyecto se trasladó a USA Network con el compromiso de la producción del piloto, con Lorenzo di Bonaventura uniéndose como productor ejecutivo.
El 10 de febrero de 2016, se anunció que Shooter recibió la orden de convertirse en una serie.
El 19 de mayo de 2016, se anunció que la serie se estrenará el 19 de julio de 2016. Sin embargo, el 11 de julio de 2016, se anunció que el estreno de la serie se retrasaría una semana, el 26 de julio, debido a los tiroteos del 7 de julio en Dallas. Después de los tiroteos del oficial de policía de Baton Rouge el 17 de julio, la serie fue retirada del calendario de verano de USA Network por completo. Al respecto, Ryan Phillippe dijo, «Nos dio la oportunidad de replantear parte del marketing y dejar en claro [al público] que mi personaje está en la búsqueda del tirador». También confirmó en una entrevista con The New York Times que tras el tiroteo, casi se optó por cambiar el título de la serie, sin embargo, no se logró. El 3 de octubre de 2016, Shooter fue reprogramado para estrenarse el 15 de noviembre de 2016.

### Casting
El 6 de agosto de 2015, se anunció que Phillippe se unió a la serie como el protagonista, Bob Lee Swagger, un ex-Marine retirado que vuelve a su trabajo como francotirador. Phillippe fue la primera opción de Wahlberg para interpretar el personaje. Además, Phillippe hizo sus propias escenas de riesgo y practicó como disparar en el Campamento Pendleton del Cuerpo de Infantería de la Marina de los Estados Unidos. Al mes siguiente se une Emily Rios como Nadine Memphis, una joven agente del FBI que forma una alianza con el personaje de Phillippe, y Omar Epps como el personaje principal del agente del Servicio Secreto, Isaac Johnson. En octubre, se unen en papeles recurrentes; Tembi Locke como Claire Hopkins, una agente especial del FBI a cargo, y David Marciano como el agente principal del FBI, John Renlow, socio de Nadine Memphis, un burócrata de por vida cuya carrera en la agencia está felizmente cerca de la jubilación. En febrero de 2016, se une al elenco principal Cynthia Addai-Robinson como Nadine Memphis, reemplazando a Rios. En mayo de 2016, se informó que Tom Sizemore se había unido a la serie como el personaje recurrente del agente de la CIA, Hugh Meachum.

### Marketing
El 16 de mayo de 2016, se lanzó el tráiler de la primera temporada.

## Recepción
Shooter recibió reseñas mixtas de los críticos. En Rotten Tomatoes, la serie tiene una calificación de aprobación del 44%, sobre la base de 16 reseñas, con un promedio de 5.9/10. El consenso crítico del sitio dice, «Los esfuerzos de Ryan Phillippe no son suficientes para salvar a Shooter, un drama tedioso y subdesarrollado que carece de una voz o perspectiva original». En Metacritic, que asigna una calificación normalizada, la serie tiene un puntaje de 60 de 100, basado en 10 reseñas, lo que indica «reseñas mixtas».